# 丙酸三环癸烯酯
丙酸三环癸烯酯（Tricyclodecenyl propionate），分子式C13H18O2。

## 性质
有木香花香气的无色透明液体。低毒。

## 制备
由丙酸与双环戊二烯在高氯酸(或三氟化硼乙醚）存在下进行反应，再经中和、水洗、减压分馏而得。

## 用途
用作花香型香精，用于皂用和化妆品香精。